# Демехи (станція)
Де́мехи (біл. Дземяхі) — проміжна станція Гомельського відділення Білоруської залізниці. Розташована за 0,7 км на північ від села Демехи та 2,7 км на південний захід від села Солтаново Речицького району Гомельської області.